# Leander Jameson

Leander Jameson

Sir Leander Starr Jameson, 1. Baronet KCMG CB PC (* 9. Februar 1853 in Edinburgh, Schottland; † 26. November 1917 in London) war ein britischer Politiker sowie erster Vorsitzender der südafrikanischen Unionist Party. Er ist hauptsächlich für den von ihm angeführten Jameson Raid bekannt, aber auch aufgrund seiner starken, langjährigen Verbundenheit mit Cecil Rhodes.

## Frühe Jahre
Er studierte in London Medizin und begann nach erfolgreichem Examen 1870 als Ausbilder am Lehrkrankenhaus University College Hospital zu wirken, wegen gesundheitlicher Probleme beendete er aber seine akademische Laufbahn.

## In Südafrika
Jameson beteiligte sich ab 1878 an einer erfolgreichen Praxis in Kimberley in der Kapkolonie. Dabei kam er mit Cecil Rhodes, Gründer von De Beers und späterem Premierminister der Kapkolonie, in Kontakt und ins Geschäft. Durch diese Verbindung wurde er Chef der Verwaltung von Rhodesien (1891). Dort heilte er König Lobengula und wurde von ihm als einziger Weißer in die InDuna aufgenommen, den Adel der Ndebele, was seine Verhandlungen für Cecil Rhodes sehr erleichterte. Von dort aus organisierte er 1895 den sogenannten Jameson Raid zur Unterwerfung der Südafrikanischen Republik, auch Transvaal genannt, unter direkte britische koloniale Herrschaft, der kläglich scheiterte. 1896 nahm er an der Niederschlagung des Matabeleaufstandes teil.

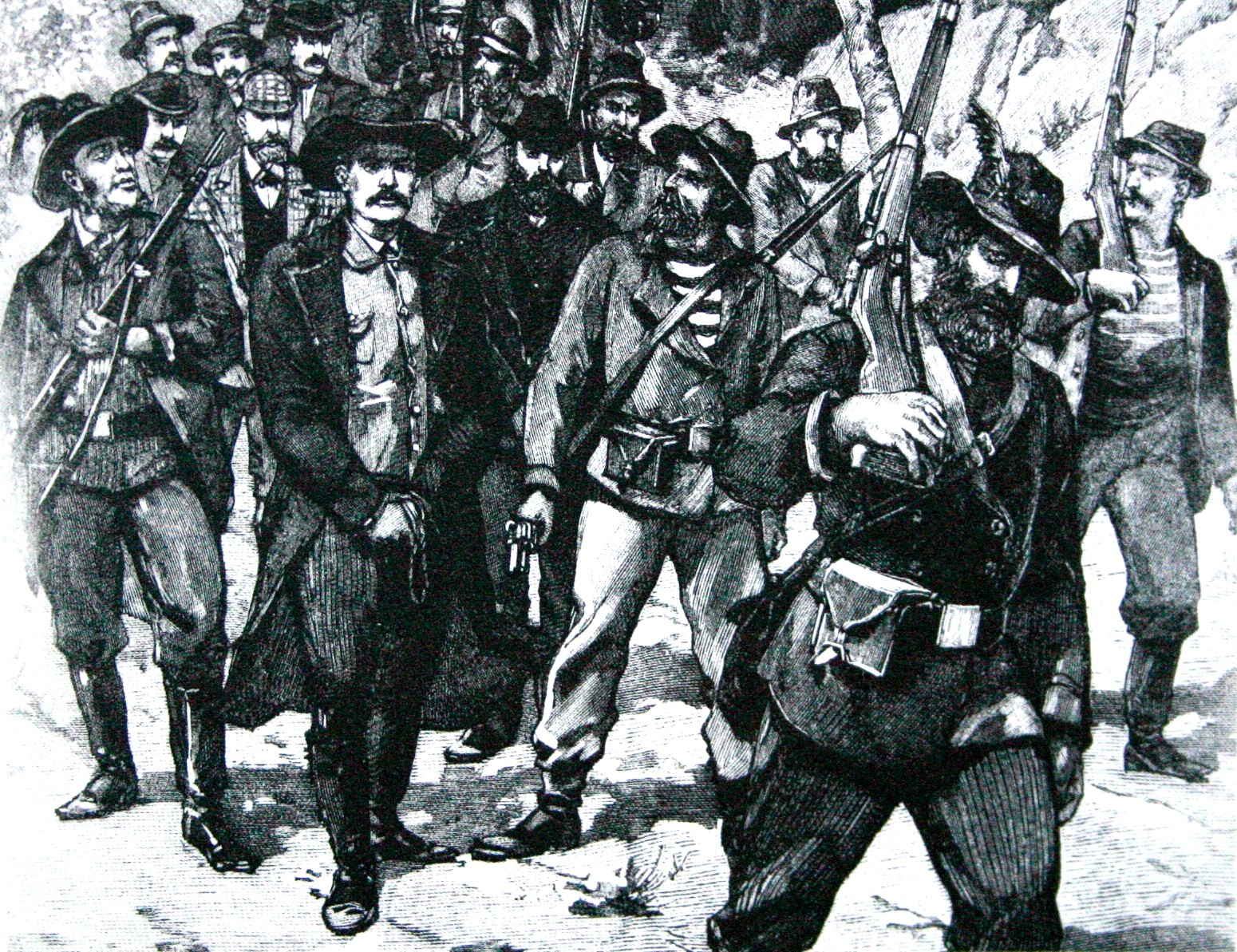
Gefangennahme – Petit Parisien 1896

Jameson wurde für die Teilnahme im Juli 1896 in England aufgrund des Foreign Enlistment Acts zu 15 Monaten Gefängnis verurteilt, musste aber nur etwa 5 Monate in Holloway Prison absitzen. In Südafrika wurde er alsbald rehabilitiert, 1900 Mitglied des Parlaments der Kapkolonie, und von 1904 bis 1908 Premierminister und 1911 gar als Baronet, of Down Street, in the Parish of St. George, Hanover Square, in the City of Westminster, in den erblichen Adelsstand erhoben. Rudyard Kipling schrieb 1895 inspiriert von Jamesons Verhalten während des Raids das Gedicht If—. Mit Rhodes’ Tod im Jahr 1902 wurde er Führer der Progressive Party und im Jahr 1910 der Führer der Unionist Party und damit der offiziellen Opposition.
Im Jahr 1912 zog er sich aus der Politik zurück und lebte in London, wo er 1917 starb. Leander Starr Jameson war Großneffe des schottischen Naturhistorikers und Geologen Robert Jameson. Da er keine männlichen Nachkommen hinterließ, erlosch sein Adelstitel bei seinem Tod.